# Mansa fulgidipennis
Mansa fulgidipennis är en stekelart som först beskrevs av Cameron 1902.  Mansa fulgidipennis ingår i släktet Mansa och familjen brokparasitsteklar. Inga underarter finns listade i Catalogue of Life.